# Enaphalodes niveitectus
Enaphalodes niveitectus là một loài bọ cánh cứng trong họ Cerambycidae.